# 消焰器

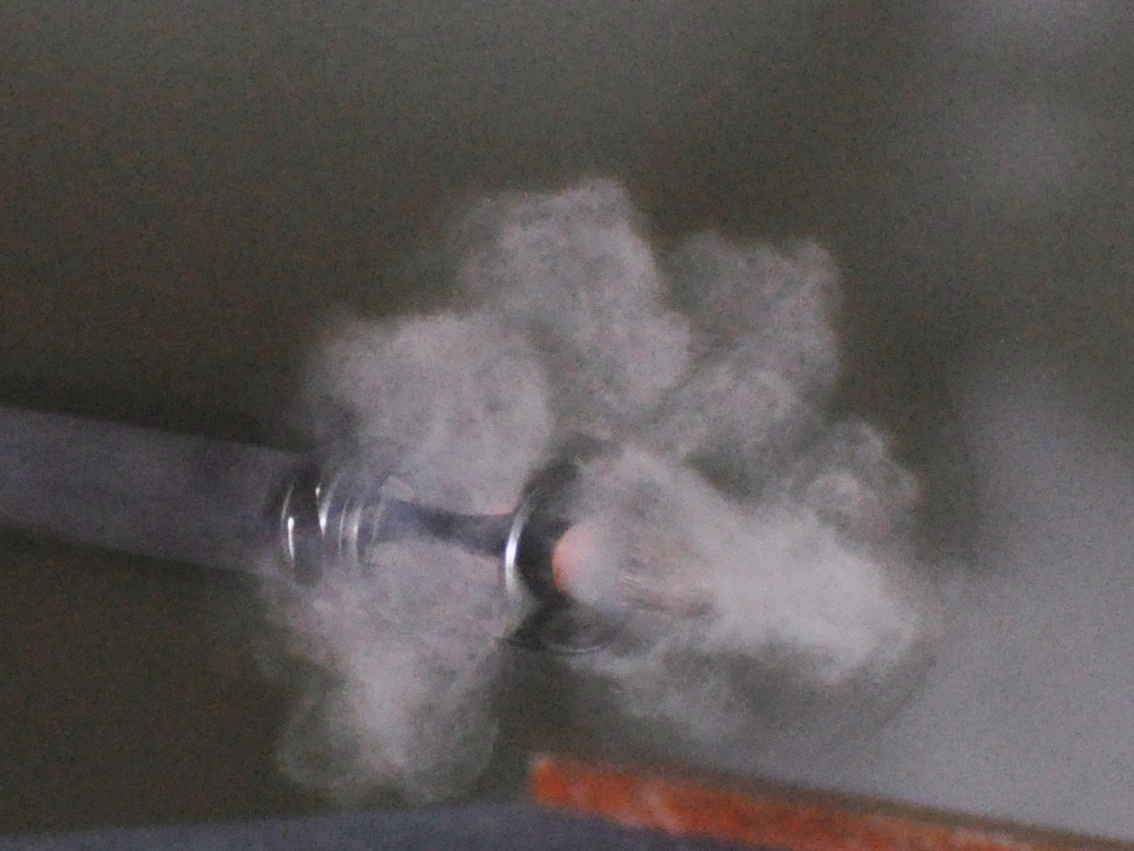
使用A2式消焰器后射出的子彈

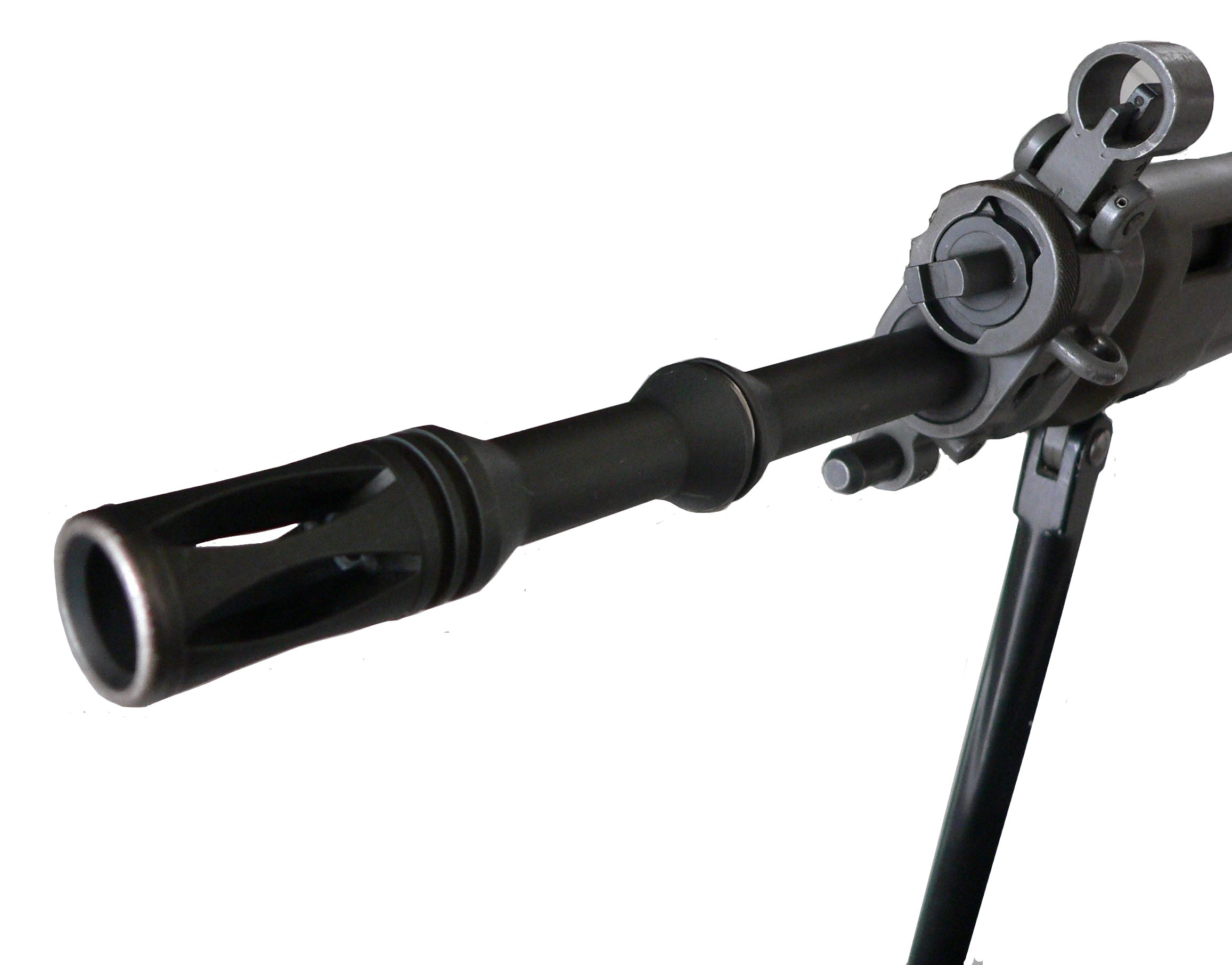
SIG SG 550上的消焰器

消焰器是膛口装置的一种，装备在槍口以消減枪口焰。子彈發射時槍口產生的火焰不但有損於射手的視力，也會暴露其位置。AKS-74U上的消焰器還能發揮气体膨胀室的作用。它在二戰末期開始流行，並成為常見的槍械配置之一。